# Staatsuniversiteit voor Talen en Sociale Wetenschappen van Jerevan
De Staatsuniversiteit voor Talen en Sociale Wetenschappen van Jerevan (Armeens: Երևանի պետական լեզվաբանական համալսարան, Engels: Yerevan State Linguistic University, YSLU) is een universiteit in Jerevan (Armenië).